# Buffet à volonté
Pour les articles homonymes, voir All You Can Eat.

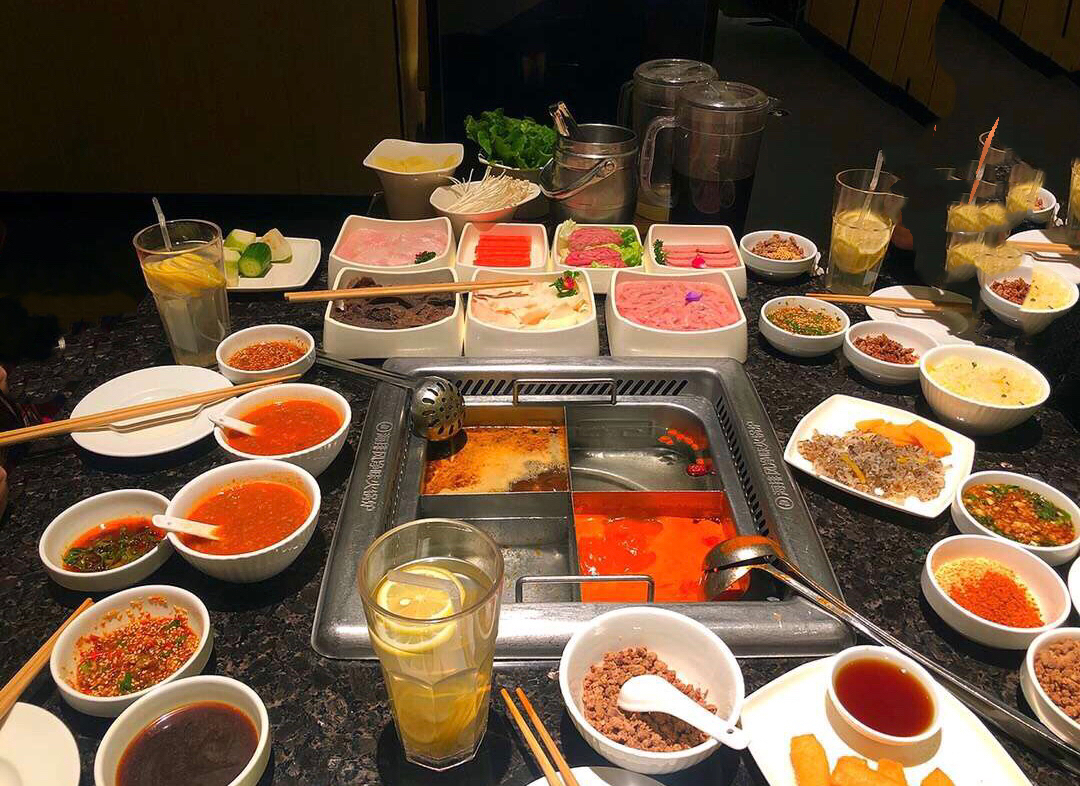
Voici un exemple de restaurant buffet à volonté.

Le buffet à volonté (all-you-can-eat dans l'anglosphère) est un type de restaurant dans lequel un prix fixe est demandé soit à l'entrée, soit à la sortie, après quoi les clients peuvent consommer autant de nourriture qu'ils le souhaitent. Les établissements à volonté sont souvent des buffets.

## Buffets
Le buffet à volonté a été attribué à Herbert « Herb » Cobb McDonald, un directeur de la publicité et du divertissement de Las Vegas qui en a introduit l'idée en 1946,. Dans son roman de 1965 The Muses of Ruin, William Pearson a écrit à propos du buffet :

« À minuit, tout casino qui se respecte présente en première mondiale son buffet - la huitième merveille du monde, la seule véritable forme d'art dont s'est dotée la prostituée androgyne des villes... Nous nous émerveillons devant les grandes pyramides, mais elles ont été construites sur des décennies ; le buffet de minuit est construit quotidiennement. Les châteaux de glace et les grottes refroidissent les crevettes et les homards. Les aspics sculptés sont ornés d'arabesques Paisley. Ils sont disposés avec un art respectueux : hors-d'œuvre, relish, salades et sauces ; crabe, huître, esturgeon, poulpe et saumon ; dinde, jambon, rôti de bœuf, ragoûts, fondues et caris ; fromages, fruits et pâtisseries. Le nombre de fois que vous passez par la ligne est une affaire privée entre vous et votre capacité, puis entre votre capacité et le mauvais œil du chef. »

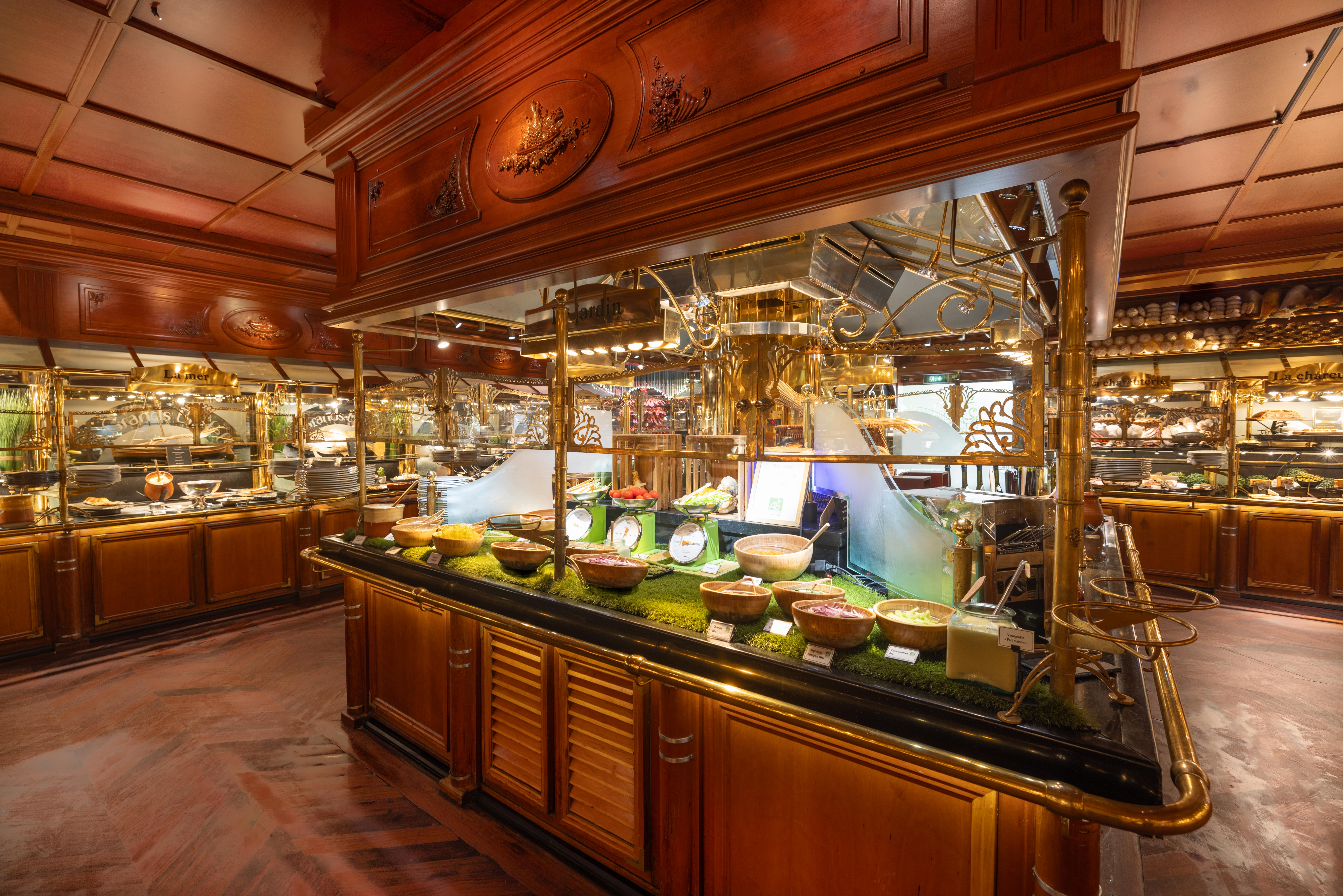
Buffets, restaurant Les Grands Buffets

Le plus grand restaurant de France, Les Grands Buffets, est un restaurant de buffets à volonté ou de buffets dits "à discrétion", selon la formule synonyme employée par l'établissement. 
Une étude de 2011 montre que la quantité réelle de nourriture consommée augmente avec le prix demandé pour le buffet.
De nombreux restaurants ne proposant que des plats à emporter ou à livrer, depuis mars 2020, la plupart des lieux de restauration à volonté ont été fermés en raison de la pandémie de Covid-19,.

## Restaurants japonais
En Europe, la cuisine japonaise All You Can Eat est principalement gérée par des immigrants de la province de Zhejiang, ville de Wenzhou et des comtés voisins en Chine et est appelée 包餐 (« Bao Can ») ou 吃到饱 (« Manger jusqu'à satisfaction »). Ce type de restaurants sont souvent gérés par des familles.

## Autres restaurants
Le modèle économique à volonté est également répandu dans le barbecue coréen, le churrasco brésilien, et la fondue chinoise.

## Boissons
Lorsqu'il est appliqué aux boissons, en particulier aux boissons alcoolisées, le modèle à volonté est connu sous le nom de « boissons à volonté » (ou all-you-can-drink et bottomless en anglais),.